# أولاد محارب (نكا)
أولاد محارب هي إحدى مشيخات المملكة المغربية، تتبع جغرافيا لإقليم آسفي وإداريًا لنكا. يقدر عدد سكانها بـ 3619 نسمة حسب الإحصاء الرسمي للسكان والسكنى لسنة 2004.